# Brandon Stanton
Brandon Stanton (né le 1er mars 1984  à Marietta en Géorgie) est un photographe et blogueur américain.
Il est le photographe le plus populaire sur le web dans le monde en 2016.

## Publications
- Humans of New York. New York: St. Martin's Press. 15 octobre 2013  (ISBN 978-1-250-03882-1)
- Little Humans of New York. New York: Farrar, Straus and Giroux. 7 octobre 2014  (ISBN 978-0374374563)
- Humans of New York: Stories. New York: St. Martin's Press. 13 octobre 2015  (ISBN 978-1250058904)

## Reconnaissance
- 2013 : Webby Award pour Humans of New York, People's Voice award, catégorie Best Use of Photography.
- 2013 : nommé dans la liste de 30 changeur de monde de moins de 30 ans (30 Under 30 World Changers) du magazine Time.
- 2014 : James Joyce Award from the Literary and Historical Society (L&H) de l'University College Dublin (UCD).